# Kupasynagoge
De Kupasynagoge (Pools: Synagoga Kupa of Bożnica Kupa) is een 17e eeuwe synagoge in Kazimierz. De synagoge werd gebouwd tussen 1643-1648 in Barokstijl en werd bekostigd door de gezamenlijke kehilla. De synagoge werd in de jaren 1920 gedecoreerd met schilderingen over onder meer Jeruzalem, Hebron en Tiberias. Naast joodse steden zijn er ook Bijbelse passages afgebeeld, zoals uit de Psalmen.

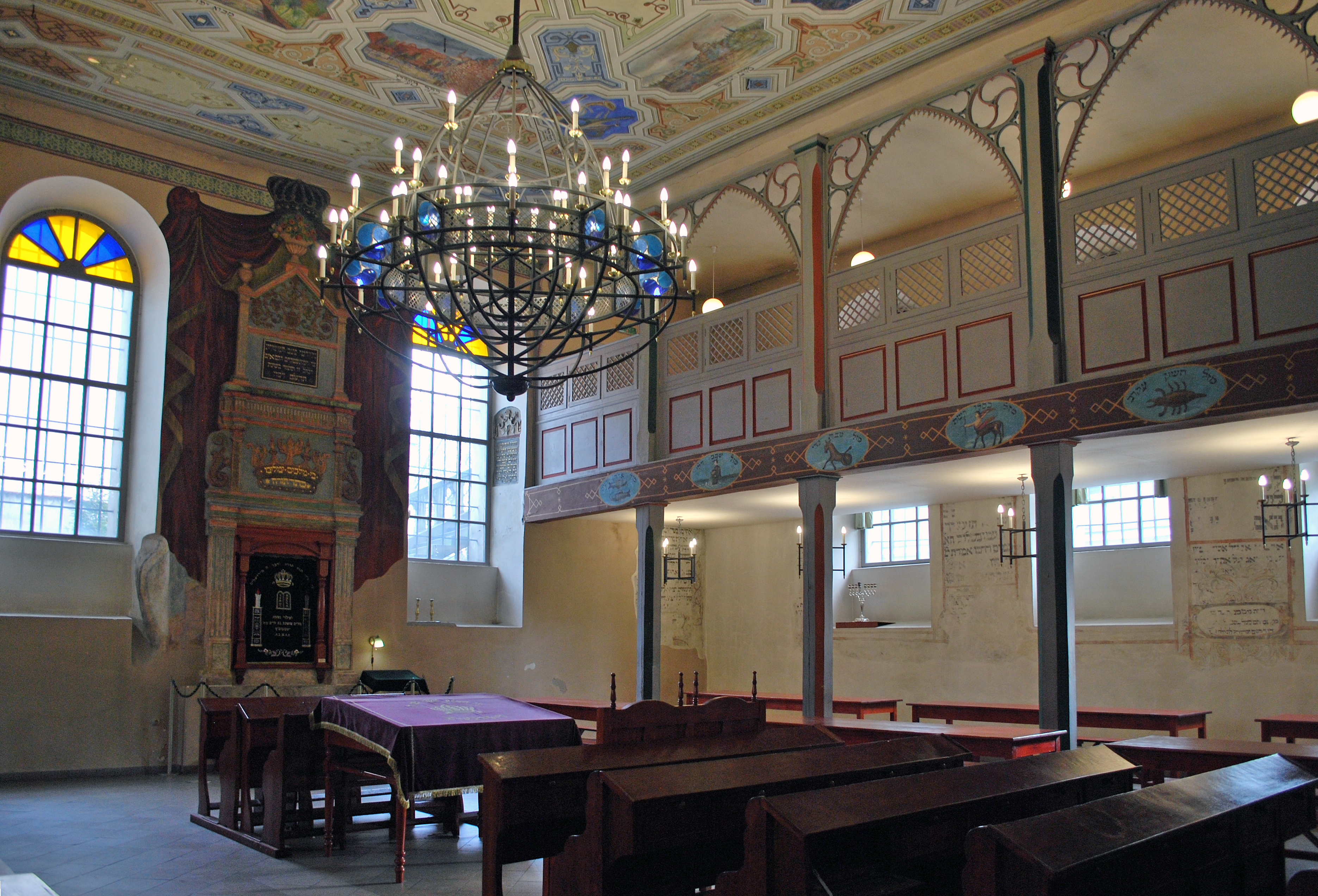
Interieur van de Kupasynagoge